# الاستخدام الاحتفالي للأضواء

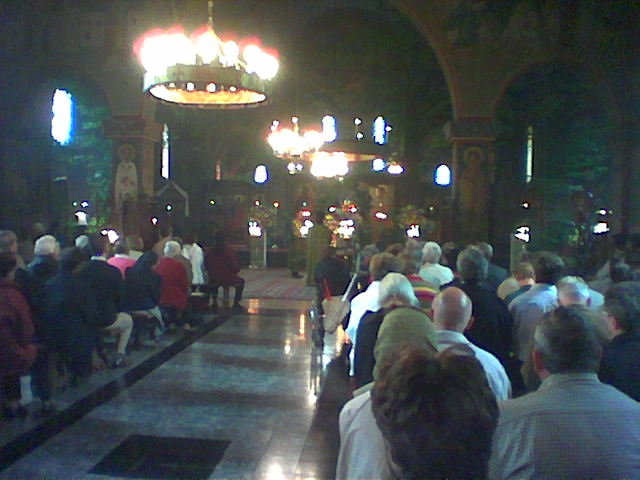

يحدث الاستخدام الاحتفالي للأضواء في طقوس الكنائس المسيحية المختلفة، وكذلك في الطقوس والعادات اليهودية والزرادشتية والهندوسية. النور هو في كل مكان رمز الفرح والقوة المحيية، كما أن الظلمة هي رمز الموت والدمار. تم استخدام النار كعنصر مثير للإعجاب في العبادة في العديد من الأديان. لا يزال لعبادة النار مكانها في اثنتين على الأقل من الديانات الكبرى في العالم. يعشق الفرس النار كتعبير مرئي لأهورا مازدا، المبدأ الأبدي للنور والاستقامة. يعبدها البراهمة الهندوس على أنها إلهية وكلية العلم. أحد أشهر المهرجانات الهندوسية، ديوالي يرمز إلى «انتصار النور على الظلام، والخير على الشر، والمعرفة على الجهل».
في طقس الهيكل اليهودي، لعبت النار والنور دورًا واضحًا. في قدس الأقداس كانت سحابة من نور (shekinali) ترمز إلى حضور الله ، وقبلها كانت توجد شمعدان بستة فروع، كان على كل منها وعلى الجذع المركزي مصباحًا مشتعلًا إلى الأبد؛ بينما كان في الفناء الأمامي مذبحًا لم يُسمح أبدًا للنار المقدسة بالخروج منه. وبالمثل، يوجد في المجامع اليهودية مصباحها الأبدي.

## اليونان القديمة وروما
كان لدى الإغريق والرومان أيضًا نيرانهم المقدسة وأنوارهم الاحتفالية. في اليونان، يعود أصل لامباديروميا أو لامبادفوريا (سباق الشعلة) إلى الاحتفالات اليونانية، المرتبطة بإعادة إشعال النار المقدسة. يذكر بوسانياس المصباح الذهبي الذي صنعه كاليماخوس والذي كان يحترق ليلًا ونهارًا في حرم أثينا بولياس في الأكروبوليس ويحكي عن تمثال هيرميس أغورايوس، في سوق الفرعون في آخيا، قبل ذلك أضاءت المصابيح. بين الرومان كانت الشموع والمصابيح المضاءة جزءًا من عبادة آلهة الوصاية المحلية؛ على جميع أبواب المهرجانات كانت زينة وإضاءة المصابيح. في عبادة إيزيس كانت المصابيح مضاءة بالنهار. في المعابد العادية كانت الشمعدانات، على سبيل المثال ذلك في معبد أبولو بالاتينوس في روما الذي أخذ في الأصل الإسكندر من طيبة، والذي كان على شكل شجرة من أغصانها تتدلى الأضواء مثل الفاكهة. لم تكن المصابيح الموجودة في المعابد الوثنية رمزية لكنها عروض نذرية للآلهة. كما تم حمل المشاعل والمصابيح في المواكب الدينية.

### مصابيح للموتى
كانت العادة الوثنية في دفن المصابيح مع الموتى هي تزويد الموتى بوسائل الحصول على الضوء في العالم الآخر؛ كانت المصابيح في معظمها غير مضاءة. كانت من أصل آسيوي، وقد لوحظت آثار لها في فينيقيا وفي المستعمرات البونيقية، ولكن ليس في مصر أو اليونان. في أوروبا كانت محصورة في البلدان الواقعة تحت سيطرة روما.

## المسيحيه

### استخدام المسيحيون الأوائل
في المسيحية، يُنظر إلى النار والنور منذ البداية كرموز، إن لم تكن مظاهر مرئية، للطبيعة الإلهية والحضور الإلهي. المسيح هو النور الحقيقي وعند التجلي تغير شكل وجهه المسيحي، وكانت ثيابه بيضاء ولامعة عندما نزل الروح القدس على الرسل، ظهرت لهم ألسنة مشقوقة من النار، وجلس على كل واحد منهم عند ارتداد القديس بولس، أضاء حوله نور عظيم من السماء بينما يمثل المسيح الممجد على أنه يقف في وسط سبعة مناردات... رأسه والشعر ابيض كالصوف ابيض كالثلج. وعيناه لهيب نارالمسيحيون هم أبناء نور في حرب دائمة مع قوى الظلام. يمثل الضوء حضور الله المنقي.لا يوجد دليل على أي استخدام احتفالي للأضواء في العبادة المسيحية خلال القرنين الأولين. يُسجَّل في الواقعة أنه بمناسبة كراز القديس بولس في الإسكندرية في ترواس، كانت هناك أنوار كثيرة في العلية. لكن هذا كان في الليل. وأكثر ما يمكن المخاطرة به هو أن عددًا كبيرًا بشكل خاص أضاء كإضاءة احتفالية، كما هو الحال في أعياد الكنيسة الحديثة. أما بالنسبة للاستخدام الاحتفالي البحت، فإن الأدلة المبكرة الموجودة هي عكس ذلك تمامًا. جملة واحدة من ترتليان تضيء بما فيه الكفاية الممارسات المسيحية خلال القرن الثاني. في أيام الابتهاج، كما يقول، لا نظلل أعمدة أبوابنا بأمجاد ولا نتعدى على ضوء النهار بأمجاد المصباح (معاجين لاكتو غير لوريل، أوبومبراموس نيك لورينيس دييم إنفرينغيموس). لاكتانتيوس، الذي كتب في أوائل القرن الرابع، كان أكثر تهكمًا في إشاراته إلى الممارسة الوثنية. يقول إنهم يوقدون الأنوار كما لو كان لشخص في الظلام. وهل يمكن اعتباره عاقلًا من يضيء نور المصابيح والشموع للمؤلف ومانح كل نور هذا في المقام الأول هجوم على الأضواء النذرية، ولا يستبعد بالضرورة استخدامها الاحتفالي بطرق أخرى. هناك بالفعل دليل على أنها استخدمت قبل أن يكتب لاكتانتيوس. القانون الرابع والثلاثون لسينودس إلفيرا الذي كان معاصرًا له، نهى عن إضاءة الشموع في المقابر أثناء النهار، مما يشير إلى عادة ثابتة وكذلك إلى الاعتراض عليها؛ وفي سراديب الموتى الرومانية، تم العثور على مصابيح في القرنين الثاني والثالث والتي يبدو أنها كانت احتفالية أو رمزية. مرة أخرى، وفقًا لأعمال القديس قبريانوس (توفي 258) نُقل جسده إلى القبر praelucentibus cereis ويقول برودينتيوس، في ترنيمة في الثاني واستشهاد القديس لورانس أنه في زمن القديس لورنتيوس أي في منتصف القرن الثالث، وقفت الشموع في كنائس روما على شمعدان ذهبي. الهدية، التي ذكرها أناستاسيوس التي قدمها قسطنطين إلى بازيليكا الفاتيكان وهي عبارة عن قطعة من الذهب مزينة بـ500 دولفين يحمل كل منها مصباحًا ليحترق قبل قبر القديس بيترز، ويشير أيضًا إلى تقليد جيد قبل أن تصبح المسيحية. دين الدولة.
مهما كانت العادات السابقة، فمن الصعب تحديدها في الأزمنة الأولى لأن المسيحيين أقاموا خدماتهم في الليل. بحلول نهاية القرن الرابع، أصبح الاستخدام الاحتفالي للأنوار راسخًا وعالميًا في الكنيسة. هذا واضح، لتمرير الكثير من الأدلة الأخرى، من الجدل بين القديس جيروم و Vigilantius. لا يزال فيجيلانتيوس، القسيس من برشلونة، يحتل منصب ترتليان ولاكتانتيوس في هذه المسألة. لقد كتب، نرى طقوسًا خاصة بالوثنيين تم إدخالهم إلى الكنائس بحجة الدين، وبينما كانت الشمس لا تزال مشرقة، أضاءت كتلة من الشمع. .. شرف عظيم للشهداء المباركين الذين يعتقدون أنهم يصورونهم بشموع صغيرة حقيرة (de pilissimis cereolis). حمل جيروم، اللاهوتي الأكثر نفوذاً في ذلك الوقت، الهراوات ضد فيجيلانتيوس، الذي تجرأ مرة أخرى، على الرغم من تحذيره الأبوي، على فتح فمه الكريهة وإطلاق رائحة قذرة على ذخائر الشهداء المقدسين. ] إذا أضاءت الشموع أمام قبورهم، فهل هذه هي شعارات عبادة الأصنام؟ في أطروحته مقابل Vigilantium [21] يجيب على السؤال بالكثير من الفطرة السليمة. لا ضير إذا أضاء الجهلاء والبسطاء والمتدينات الشموع تكريما للشهداء. نحن لم نولد مسيحيين، بل نولد من جديد، وما كان ممقوتًا للأوثان عند القيام به للشهداء. كما في حالة المرأة الحاملة لصندوق المرهم الثمين، ليست الهدية التي تستحق المكافأة، بل الإيمان هو الذي يلهمها. أما عن الأضواء في الكنائس، فيضيف أنه في كل كنائس الشرق، عندما يُقرأ الإنجيل، تضاء الأنوار، رغم أن الشمس تشرق (jam sol rutilante)، ليس من أجل تفريق الظلام، ولكن كعلامة واضحة على السعادة (علامة الإعلان كيتيتياي). تم أخذها فيما يتعلق بالبيان الذي يسبق مباشرة تقريبًا هذا Cereos autem non clara luce accendimus ، sicut frustra calumniaris: sed ut noctis tenebras hoc solatio temperature ، يبدو أن هذا يشير إلى حقيقة أن استخدام الطقوس للأضواء في خدمات الكنيسة، حتى الآن كما ثبت بالفعل، نشأت من نفس العادة المحافظة التي تحدد تطوير الملابس الليتورجية، أي الاحتفاظ بالأضواء التي كانت ضرورية في الاجتماعات الليلية، بعد تغيير ساعات الخدمة، وإضفاء معنى رمزي عليها. لقد تم بالفعل استخدامهم في معظم وظائف الكنيسة البارزة. يصف Paulinus ، أسقف Nola (توفي عام 431) مذبح القربان المقدس بأنه متوج بأضواء مزدحمة، بل إنه يذكر المصباح الأبدي. لاستخدامها في المعمودية لدينا، من بين الكثير من الأدلة الأخرى، دليل زينو من فيرونا للغرب، وغريغوريوس النزينزي من أجل الشرق. يتضح استخدامها في الجنازات من خلال وصف يوسابيوس لدفن قسطنطين، ورواية جيروم عن سانت بولا. تم استخدامهم في الرسامات، كما هو موضح في القانون السادس لمجلس قرطاج الذي ينص على أن يقوم المساعد بتسليم الشماس المصمم حديثًا سيروفيراريوم كوم سييرو. لم تكن هذه الرمزية وثنية، أي لم توضع المصابيح في القبور كجزء من أثاث الموتى؛ في سراديب الموتى تم العثور عليها فقط في منافذ صالات العرض وأركوسوليا، ولا يمكن أن تكون نذرة بالمعنى الذي تم نشره لاحقًا. كلارا كورونانتور دينسيس ألتاريا ليتشنيس. الاستمرارية scyphus هي وسيلة ملائمة للاستخدام. سال، إغنيس وآخرون. نائب الرئيس عليّ البابا لامبادز سيريوسكي بروفيرنت، عليي كوراس

### العصور الوسطى
أما بالنسبة لمباركة الشموع، فقد أمر البابا زوسيموس في 417 بمباركة هذه الشموع، كما تم توفير طقوس غاليكان و Mozarabic لهذا الاحتفال. عيد تطهير العذراء، المعروف باسم Candlemas لأنه في هذا اليوم تكون الشموع طوال العام مباركة، وقد أقامها البابا جيلاسيوس الأول في حوالي عام 492. أما فيما يتعلق بمسألة أضواء المذبح، يجب أن يؤخذ في الاعتبار أن هذه لم توضع على المذبح، أو على طاولة قابلة للسحب خلفه، حتى القرن الثاني عشر. كانت هذه في الأصل الشموع التي يحملها الشمامسة، وفقًا لأوردو رومانوس (الأول .8 ؛ الثاني .5 ؛ الثالث .7) سبعة في العدد والتي تم وضعها، إما على درجات المذبح، أو لاحقًا خلفه عليه. في بعض الكنائس الشرقية حتى يومنا هذا، لا توجد أنوار على المذبح العالي؛ تقف الشموع المضاءة على مذبح صغير بجانبه، وفي أجزاء مختلفة من الخدمة يحملها المحاضرون أو المساعدون أمام الكاهن أو الشماس المسؤول. حشد الأضواء الذي وصفه باولينوس على أنه يتوج المذبح كان إما متجمعاً حوله أو معلق أمامه؛ تمثلهم مصابيح الهيكل للكنيسة اللاتينية وبتاج الأضواء المعلق أمام المذبح في. اليونانية.إن تتبع التطور التدريجي للرموز واستخدام الأضواء الاحتفالية في الكنيسة، حتى تطورها الكامل وتنظيمها في العصور الوسطى، سيكون مستحيلًا هنا. يكفي أن نلاحظ بعض المراحل في تطوير العملية. أدى إحراق الأنوار أمام قبور الشهداء بطبيعة الحال إلى حرقها أيضًا قبل الآثار وأخيراً قبل الصور والصور.هذه الممارسة الأخيرة، التي تم استنكارها بشدة على أنها عبادة الأصنام خلال الجدل حول تحطيم الأيقونات، تم تأسيسها أخيرًا على أنها أرثوذكسية من قبل المجلس العام الثاني لنيقية (787) الذي أعاد استخدام الصور. غير أن تطورًا لاحقًا، والذي من خلاله أصبحت بعض الأضواء نفسها تُعتبر أشياء للعبادة وله أنوار أخرى تحترق أمامها، أدين سينودس نويون عام 1344 باعتباره عبادة وثنية. وقد استخرج شغف الرمزية معاني جديدة من أي وقت مضى. الشموع واستخدامها. أشار ماغنوس فيليكس إنوديوس، أسقف بافيا ، في أوائل القرن السادس ، إلى العناصر الثلاثة لشمعة الشمع (Opusc. التاسع والعاشر) كل منها سيجعلها تقدمة مقبولة عند الله ؛ فتيل الاندفاع هو نتاج ماء نقي ، والشمع هو نسل عذراء ، ونحل في اللهب يُرسل من السماء. 12 من الواضح أن الشمع كان رمزًا للسيدة العذراء المباركة وإنسانية المسيح المقدسة. طورت العصور الوسطى اللاحقة الفكرة. يفسر دوراندوس ، في منطقه ، الشمع على أنه جسد المسيح ، والفتيل روحه واللهب على أنه طبيعته الإلهية ؛ والشمعة الآكلة ترمز إلى آلامه وموته
قد تكون هذه شمعة عيد الفصح فقط. يعمل النص في بعض المخطوطات: Per parochias concessit licentiam benedicendi Cereum Paschalem. [25] في المتغيرات الثلاثة لإشعار Zosimus الوارد في طبعة Duchesnes من Liber pontificalis (I ~ 86I892)، يتم استخدام كلمة cera وحدها. ولا يشير النص ضمنًا إلى أنه أعطى كنائس الضواحي امتيازًا تمارسه حتى الآن الكنيسة الحضرية. يمتد المقطع: Hic Constuit ut diaconi leva tecta haberent de palleis linostimis per parrochias et ut cera benedicatur، & c. من الواضح أن كلمة parrochias هنا تشير إلى ترس رأس الشمامسة ، وليس إلى الشموع.راجع أيضًا Peregrinoiio Sylviae (386)، 86، & ج ، لاستخدام الأضواء في القدس ، و Isidore of Seville [26] للاستخدام في الغرب. حتى في القرن السابع ، لم تكن نعمة الشموع عالمية بأي حال من الأحوال ، وهو ما أثبته القانون التاسع لمجلس توليدو (671): De benedicendo cereo et lucerna in premium Paschae. ينص هذا القانون على أن الشموع والمصابيح ليست مباركة في بعض الكنائس ، وأنه تم إجراء استفسارات حول سبب قيامنا بذلك. رداً على ذلك ، قرر المجمع أن يتم الاحتفال بسر قيامة المسيح. انظر Isidore of Seville، Conc. in Migne، Pat، tat. lxxxiv. 369

### الاستخدام المسيحي الشرقي
في الكنيسة الأرثوذكسية الشرقية وتلك الكنائس الشرقية الكاثوليكية التي تتبع الطقوس البيزنطية ، هناك قدر كبير من الاستخدام الاحتفالي للضوء أهم استخدام هو استقبال النار المقدسة في كنيسة القيامة في القدس بعد ظهر يوم السبت المقدس. غالبًا ما يتم نقل هذه الشعلة من قبل المؤمنين إلى مواقع في جميع أنحاء العالم.

### المعبد
عندما يتم تكريس معبد جديد يشعل الأسقف شعلة في الحرم ، والتي يجب أن تحترق بشكل دائم من ذلك الوقت فصاعدًا. عادة ما يكون هذا المصباح المقدس هو مصباح زيت يقع إما فوق أو فوق المائدة المقدسة (ابالإضافة إلى ذلك ، يجب أن تكون هناك شموع في الكنيسة الأرثوذكسية الشرقية على المائدة المقدسة أثناء الاحتفال بالقداس الإلهي. في بعض الأماكن ، يتخذ هذا شكل زوج من الشموع البيضاء ، وفي أماكن أخرى ، قد يكون زوجًا من الشمعدانات ذات الفروع الخمسة. هناك أيضًا شمعدان من سبعة فروع على الطاولة المقدسة أو خلفها ، تذكر بالشمعدان المنصوص عليه في خيمة العهد القديم والمعبد في القدس.حول المعبد ، هناك عدد من المصابيح الزيتية المشتعلة أمام الأيقونات ، خاصة على الأيقونسطاس. بالإضافة إلى ذلك ، سيقدم المؤمنون شموعًا من شمع العسل في حاملات شموع أمام الرموز المهمة. يقدم المؤمنون الشموع وهم يصلون من أجل الأحياء والمغادرين. من المعتاد أثناء الجنازات والطقوس التذكارية أن يقف الجميع حاملين شموعًا مضاءة. غالبًا ما يقوم الجميع إما بإطفاء شموعهم أو وضعها في حامل شمع عند نقطة معينة بالقرب من نهاية حفل الذكرى للإشارة إلى أنه في مرحلة ما ، سيتعين على الجميع تسليم أرواحهم إلى الله.

### لحظات مميزة
يجب أن تكون القراءة من كتاب الإنجيل مصحوبة دائمًا بشموع مضاءة ، كعلامة على أن المسيح هو النور الذي ينير الجميع (يوحنا 1: 4-5). عندما يبني الكاهن والشماس المعبد ، يمشي الشماس بشمعة مضاءة. أثناء المواكب ، وفي بعض الأماكن أثناء المداخل الليتورجية ، يتم حمل الشموع أو الفوانيس بواسطة خدم المذبح. في أيام الأعياد المعينة ، يقف رجال الدين ، وأحيانًا جميع المؤمنين ، حاملين الشموع في لحظات مهيبة معينة أثناء الخدمة. هذا هو الحال بشكل خاص خلال أسبوع الآلام أثناء قراءة الأناجيل الإثني عشر يوم الجمعة العظيمة، والرثاء حول النثريات يوم السبت العظيم. سيتم إبراز لحظات معينة خلال الوقفة الاحتجاجية All Night Vigil بإضاءة أو إطفاء المصابيح أو الشموع. تعد Polyeleos لحظة مهمة في الخدمة حيث يجب إضاءة جميع المصابيح والشموع في الكنيسة كلما احتفل الأسقف بالخدمات الإلهية ، سيبارك بزوج من الشمعدانات المعروفة باسم dikirion و trikirion ، حاملاً شمعتين وثلاثة على التوالي.

### في البيت
غالبًا ما يحتفظ المؤمنون بالمصباح مشتعلًا بشكل دائم في ركن الأيقونة. في الكنيسة الأرثوذكسية الروسية ، من المعتاد محاولة الحفاظ على اللهب من خدمة الأناجيل الإثني عشر وإعادتها إلى المنزل لمباركة منزلهم: هناك عادة استخدام اللهب من هذه الشمعة لتمييز صليب على العتبة من المدخل قبل الدخول بعد انتهاء الخدمة ، ومن ثم استخدام اللهب لإعادة إشعال المصباح في ركن الأيقونة.

### ليلة عيد الفصح وأسبوع الاشراق
خلال الوقفة الاحتجاجية لعيد الفصح ، بعد مكتب منتصف الليل ، تنطفئ جميع الشموع والمصابيح في المعبد ، باستثناء مصباح الهيكل خلف الحاجز الأيقوني ، وينتظر الجميع في صمت وظلامفي الكنائس الأرثوذكسية عندما يكون ذلك ممكنًا ، تصل النار المقدسة من القبر المقدس بعد ظهر يوم السبت المقدس وتستخدم لإضاءة اللهب من جديد في مصباح الحرم) يضيء شمعته من مصباح الهيكل. ثم تفتح الأبواب المقدسة ويضيء كل الناس شموعهم من شمعة الكاهن. ثم يخرج كل رجال الدين والناس من الكنيسة ويذهبون في موكب ثلاث مرات حولها حاملين شموعًا مضاءة ومرتدين ترنيمة القيامة. خلال الوقفة الاحتجاجية لعيد الفصح ، وطوال الأسبوع المشرق ، سيحمل الكاهن شمعة عيد الفصح الخاصة - في التقليد اليوناني شمعة واحدة ، وفي التقليد السلافي شمعدانًا ثلاثيًا - في بداية الخدمة ، كلما شعر ، وفي أي مكان خاص آخر لحظات أثناء الخدمة. في التقليد السلافي ، يحمل الشماس أيضًا شمعة عيد الفصح الخاصة التي يحملها في البداية ، كلما شعر ، وكلما كان يهتف ektenia (ليتاني).

### الأرثوذكسية الشرقية
من المعتاد في الكنيسة الأرثوذكسية الإثيوبية إشعال النيران في عيد تيمكات (عيد الغطاس).

### استخدام الروم الكاثوليك في أوائل القرن العشرين
في الكنيسة اللاتينية أو الكنيسة الرومانية الكاثوليكية، يقع استخدام الأضواء الاحتفالية تحت ثلاثة رؤوس قد تكون رمزية لنور حضور الآلهة ، أو للمسيح كروماني فاتح للنور ، أو لأبناء النور الذين يتعارضون مع الكاثوليك مع قوى الظلام ؛ قد لا تكون أكثر من تعبيرات عن الفرح بمناسبة الأعياد الكبيرة. قد تكون نذرية ، أي تقدم عبادة لله هم ، بحكم دعوتهم من الكنيسة ، هوية سرّية ، أي فعّالة لخير أرواح الناس وأجسادهم ، وفي تشويش قوى الظلام. مع واحد أو أكثر من هذه الآثار ، يتم توظيفهم في جميع الوظائف العامة للكنيسة. عند تكريس الكنيسة ، تم وضع اثني عشر مصباحًا حول الجدران في الإثني عشر بقعة. إهداء حيث يتم مسحها من قبل الأسقف بالزيت المقدس ، وفي كل ذكرى يتم إحياءها ؛ في الكنيسة ، يتم إضاءة وتكريس مذبح التناقص التدريجي في كل مكان حيث يتم مسح الطاولة

### قداس
في كل خدمة ليتورجية ، وخاصة في القداس والجوقة ، يجب أن يكون هناك على الأقل نقطتان مضاءتان على المذبح ، كرموز لحضور قداس الله وتكريم العبادة. بالنسبة للكتلة ، القاعدة هي أن هناك ستة أضواء في High Mass ، وأربعة في Missa cantata ، واثنان في الكتل الخاصة. في القداس البابوي السامي (أي عندما يحتفل الأسقف) تكون الأنوار سبعة ، لأن سبعة شمعدانات ذهبية تحيط بالمخلص القائم من بين الأموات ، رئيس أساقفة الكنيسة (انظر القس الأول 12). علاوة على ذلك ، في معظم الوظائف البابوية ، يسبق الأسقف كممثل للمسيح مساعد له شمعة مشتعلة (بوجيا) على الشمعدان. ويأمر الأسقفية الاحتفالية (الأول 12) أيضًا بتعليق المصباح المحترق في جميع الأوقات قبل كل مذبح ، وثلاثة أمام المذبح العالي ، وخمسة أمام القربان المقدس ، كرموز للحضور الأبدي. من الناحية العملية ، من المعتاد أن يكون هناك مصباح مذبح واحد فقط مضاء قبل المسكن الذي يحجز فيه القربان. الرمز الخاص للحضور الحقيقي للمسيح هو شمعة القدّيس ، التي تُضاء في لحظة التكريس وتستمر في الاشتعال حتى القربان. نفس الرمزية مقصود بها التناقص التدريجي المضاء الذي يجب أن يصاحب المضيف كلما تم حمله في موكب ، أو للمرضى والمحتضرين. كرموز للنور والفرح ، توضع شمعة على جانبي الشماس عند قراءة الإنجيل في القداس. ونفس الرمزية تكمن وراء تكاثر الأضواء في المهرجانات ، حيث يتفاوت عددها حسب أهمية المناسبة. فيما يتعلق بعدد هذه الأخيرة لا توجد قاعدة. وهي تختلف عن الأضواء الليتورجية في ذلك ، في حين أن هذه يجب أن تكون تدريجيًا من شمع العسل النقي أو مصابيح تُغذى بزيت الزيتون النقي (باستثناء توزيع خاص في ظل ظروف معينة)، فإن تلك المستخدمة فقط لإضفاء الروعة على الاحتفال قد تكون من أي مادة ؛ الاستثناء الوحيد هو أن أضواء الغاز ممنوعة في زخرفة المذبح.
بشكل عام ، يُنظر إلى الاستخدام الاحتفالي للأنوار في الكنيسة الرومانية الكاثوليكية على أنه تمثيل درامي في نار حياة المسيح ومخطط الخلاص بأكمله. في عشية عيد الفصح ، يتم إنتاج النار الجديدة ، رمز نور المسيح المقام حديثًا ، ومن هذا يتم إشعال جميع الأضواء المستخدمة طوال العام المسيحي حتى يتم إطفاءها تدريجياً في الظلام المتجمع (تينبرا) من الآلام . يُرمز إلى إخماد نور العالم هذا في خدمة Tenebrae في الأسبوع المقدس بوضعه على حامل أمام مذبح ثلاثة عشر تناقصًا مضيئًا مرتبًا هرميًا ، وبقية الكنيسة في الظلام. ترنم المزامير التوبة ، وفي نهاية كل شمعة تنطفئ. عندما يترك المركز فقط يتم إنزاله وحمله خلف المذبح ، وبالتالي يرمز إلى الظلام الليلي ، لذلك تنير قلوبنا بنار غير مرئية ، & ج. (ميسال روم). في شكل لمباركة الشموع ، تنقية يومية إضافية هي B. Mariae Virg. يتم إبراز فضيلة الشموع المكرسة في إزعاج الشياطين بشكل خاص: في أي مكان يمكن أن يضيءوا فيه ، أو يوضعون ، قد يغادر أمراء الظلام ، ويرجفون ، وقد يطيرون بالرعب مع كل خدامهم من تلك المساكن ، ولا تدَّعي مزيدًا من القلق والتحرش بأولئك الذين يخدمونك ، أيها الله القدير (Rituale Rom.) تتكون شمعدانات المذبح من خمسة أجزاء: القدم ، والساق ، والمقبض في الوسط ، والوعاء لالتقاط القطرات ، والوخز (نقطة حادة مثبتة عليها الشمعة). يجوز استخدام أنبوب طويل ، مدبب لتقليد شمعة ، حيث يتم دفع مستدق صغير إلى الأعلى بواسطة زنبرك

### عيد الفصح
في عشية عيد الفصح ، تُصنع نار جديدة من الصوان والفولاذ ، وتُبارك ؛ من هذه الشموع الثلاثة مضاءة لومن كريستي ومن هذه الشمعة مرة أخرى شمعة عيد الفصح. هذا هو رمز السيد المسيح المنتصر المنتصر ويشتعل في كل صلاة احتفالية حتى يوم الصعود ، عندما يتم إخماده وإزالته بعد قراءة الإنجيل في القداس العالي ، وهذا بالطبع يرمز إلى الصعود ولكن في هذه الأثناء ، تلقت المصابيح الأخرى في الكنيسة نورها من شمعة عيد الفصح وهي ترمز طوال العام إلى استمرار حضور نور المسيح

### المعمودية
عند تكريس ماء المعمودية ، تُغمس شمعة الفصح المحترقة في الجرن حتى تنزل فيه قوة الروح القدس وتجعله أداة فعالة للتجديد. هذا هو رمز المعمودية كولادة جديدة كأبناء النور. كما يتم وضع التناقص التدريجي المضاء في أيدي المعمدين حديثًا أو والديهم ، مع تحذير للحفاظ على معموديتهم مصونة ، حتى يتمكنوا من الذهاب لمقابلة الرب عندما يأتي إلى الزفاف. وهكذا أيضًا كأبناء النور ، يحمل المرشحون للرسامة والمبتدئين على وشك أخذ النذور. عندما يأتون امام الاسقف. ونفس الفكرة 17 سيو. يكمن وراء عادة حمل الأضواء في حفلات الزفاف ، في المناولة الأولى ، ومن قبل الكهنة الذين يحضرون قداسهم الأول ، على الرغم من عدم وصف أي من هذه الأشياء طقسيًا. أخيرًا تُوضع الأنوار حول جثث الموتى وتُحمل بجانبهم إلى القبر ، جزئيًا كرموز أنهم ما زالوا يعيشون في نور المسيح ، جزئيًا لإخافة قوى الظلام

### جنازة
أثناء مراسم الجنازة ، توضع شمعة الفصح بالقرب من التابوت ، مشتعلة ، كتذكير بعهود تعميد المتوفى والأمل في الحياة الأبدية والخلاص الناتج عن موت وقيامة يسوع، والإيمان بقيامته

### الطرد
بالمقابل ، فإن إطفاء الأنوار هو جزء من مراسم الحرمان الكنسي يصف ريجينو ، رئيس دير بروم ، الحفل كما تم إجراؤه في أيامه ، عندما كانت رعبه لا يزال قائماً . يجب أن يقف اثنا عشر كاهنًا حول الأسقف ، ممسكين بأيديهم المشاعل المضيئة ، والتي يجب أن يرميها في نهاية الحرم أو الحرم الكنسي ويدوسها تحت الأقدام. عند إزالة الحرمان ، فإن رمز المصالحة هو تسليم التائب إلى التائب المحترق.

### الاستخدام اللوثري
في الكنائس اللوثرية، تم الاحتفاظ بها وفي ألمانيا الإنجيلية نجت حتى من معظم طقوس ومراسم العصور الوسطى الأخرى (مثل استخدام الملابس) التي لم يتم إلغاؤها في الإصلاح نفسهلا يزال اللوثريون يمارسون عادة وضع الشموع المضاءة حول جثث الموتى

### استخدام الأنجليكانية
كانت الممارسة في كنيسة إنجلترا أقل اتساقًا. وجه كتاب الصلاة المشتركة الأول أنورين يوضعان على المذبح. تم حذف هذا الاتجاه في كتاب الصلاة الثاني ؛ لكن قواعد الزخارف في كتاب صلاة الملكة إليزابيث جعلتها إلزامية مرة أخرى. إن السؤال حول مدى نجاح هذا الأمر هو موضوع متنازع عليه كثيرًا ويرتبط بالمشكلة الكاملة لمعنى ونطاق نموذج التقييم. يسود عدم اليقين فيما يتعلق بالاستخدام الفعلي لكنيسة إنجلترا من الإصلاح فصاعدًا. من المؤكد أن الشموع المضاءة استمرت في الاشتعال في كنيسة الملكة إليزابيث ، لفضيحة البروتستانت المتعصبين. يبدو أيضًا أنه تم الاحتفاظ بها في بعض الكاتدرائيات والكنائس الجماعية. ومع ذلك ، لا يوجد أي ذكر للشموع الاحتفالية في الوصف التفصيلي لخدمات كنيسة إنجلترا التي قدمها ويليام هاريسون . يبدو أنها لم تكن أبدًا غير قانونية بموجب قوانين التوحيد. شكل استخدام أضواء الشمع والتدفق التنازلي إحدى لوائح الاتهام التي قدمها بيتر سمارت ، وهو أحد رؤساء القبائل في دورهام ضد الدكتور بورغوين وجون كوزين وآخرين لإقامة احتفالات خرافية في الكاتدرائية على عكس قانون التوحيد. تم رفض لوائح الاتهام في عام 1628 من قبل السير جيمس وايتلوك ، كبير قضاة تشيستر وقاضٍ في كينغز بنش ، وفي عام 1629 من قبل السير هنري يلفرتون ، قاضي كومون بليس وهو نفسه بيوريتان قوي.كان استخدام الأضواء الاحتفالية من بين لوائح الاتهام في اتهام لاود وغيره من الأساقفة من قبل مجلس العموم ، لكن هذه لم تكن مبنية على قانون التوحيد. من فترة الاستعادة فصاعدًا ، كان استخدام الأضواء الاحتفالية ، على الرغم من أنه بعيد عن كونه عالميًا ، أمرًا معتادًا مرة أخرى في الكاتدرائيات والكنائس الجماعية.ومع ذلك ، لم ينتشر استخدامها على نطاق واسع في كنائس الأبرشيات حتى حركة أكسفورد في القرن التاسع عشر. واجهت العادة المتنامية بعض المعارضة ؛ تم استئناف القانون ، وفي عام 1872 أعلن مجلس الملكة الخاص أن أضواء المذبح غير قانونية (مارتن ضد ماكونوتشي). هذا الحكم الذي تأسس كما تم الاعتراف به فيما بعد على أساس معرفة غير كافية ، لم ينتج عنه أي تأثير. في غياب أي تصريحات سلبية موثوقة ، عادت الكنائس إلى الاستخدام الاحتفالي الكامل للأضواء كما هو ممارس في الكنيسة الرومانية الكاثوليكية.أثيرت هذه المسألة مرة أخرى في قضية ريد وآخرون ضد أسقف لينكولن ، وكانت إحدى تهم لائحة الاتهام هي أن الأسقف ، أثناء الاحتفال بالتناول المقدس ، سمح بإشعال شمعتين على الرف أو يمكن إعادة هما. خلف طاولة القربان عندما لا تكون ضرورية لإضاءة. قرر رئيس أساقفة كانتربري ، الذي تم الاستماع إلى القضية في المحكمة (1889) أن مجرد وجود شمعتين على الطاولة ، مشتعلة أثناء الخدمة ولكن مضاءة قبل أن تبدأ كان قانونيًا بموجب كتاب الصلاة الأول لإدوارد السادس. ولم يتم جعله غير قانوني. فيما يتعلق بالقضية التي يتم استئنافها أمام مجلس الملكة الخاص ، تم رفض لائحة الاتهام هذه على أساس أن النائب ، وليس الأسقف ، هو المسؤول عن حضور الأضواء.
إن عادة وضع الشموع المضاءة حول جثث الموتى ، خاصةً عند الاستلقاء في حالة من الضياع ، لم تختف تمامًا في الكنيسة الأنجليكانية. علاوة على ذلك ، في القرن الثامن عشر كان لا يزال من المعتاد في إنجلترا مرافقة الجنازة بالتناقص التدريجي المضاء يُظهر رسم توضيحي معاصر موكب جنائزي يسبقه ويرافقه أولاد ، يحمل كل منهم أربعة شموع مضاءة في شمعدان متفرّع. الاستخدام في هذا الصدد في الكنائس الأنجلو كاثوليكية هو إحياء لطقوس ما قبل الإصلاح كما هو موجود في الكنيسة الرومانية الكاثوليكية.

### الاستخدام المحسن
نتيجة للإصلاح ، تم تعديل استخدام الأضواء الاحتفالية بشكل كبير ، أو تم إلغاؤه تمامًا في الكنائس الإصلاحية. تم استخدام الشموع والمصابيح فقط لتوفير الإضاءة اللازمة. منذ القرن العشرين ، تستخدم العديد من الكنائس في التقليد الإصلاحي ، وخاصة في الولايات المتحدة ، شمعتين أو أكثر على مائدة الشركة ، متأثرة بالحركة الليتورجية. اكتسب استخدام إكليل عيد الميلاد قبولًا عالميًا تقريبًا ، حتى في الكنائس المعادية تقليديًا للأضواء الاحتفالية ، مثل كنيسة اسكتلندا.

## الاستخدام في الهندوسية
في جميع منازل الهندوس تقريبًا ، تُضاء المصابيح يوميًا ، وأحيانًا أمام المذبح. في بعض المنازل ، تضاء المصابيح الزيتية أو الشموع عند الفجر ، وفي بعض المنازل تضاء عند الفجر والغسق ، وفي القليل منها ، تتم صيانة المصابيح بشكل مستمر. كثيرا ما تستخدم ضياء ، أو مصباح الطين ، في الاحتفالات الهندوسية وتشكل جزءا لا يتجزأ من العديد من الطقوس الاجتماعية. إنه رمز قوي للتنوير والأمل والازدهار. ديوالي هو مهرجان الأضواء الذي يحتفل به أتباع الديانات الدارمية. في شكلها التقليدي والأبسط تُصنع الدية من الطين المخبوز أو التيراكوتا وتحمل الزيت أو السمن المضاء عبر فتيل قطني. تطورت الدياس التقليدية الآن إلى شكل يستخدم فيه الشمع كبديل للزيوت

## الاستخدام فيالسيخية
تضاء المصابيح في السيخية في ديوالي ، مهرجان النور ، وكذلك تضاء كل يوم من قبل أتباع الديانات الدارمية

## شموع
تستخدم الشموع في الاحتفالات الدينية للعديد من الأديان.

### البوذية
الشموع جزء تقليدي من الشعائر البوذية. إلى جانب البخور والزهور ، توضع الشموع (أو أي نوع آخر من مصادر الضوء ، مثل مصابيح الزبدة) أمام الأضرحة البوذية أو صور بوذا كإظهار للاحترام. وقد تكون مصحوبة أيضًا بعروض الطعام والشراب يوصف ضوء الشموع بأنه يمثل ضوء تعاليم بوذا ، مرددًا استعارة الضوء المستخدمة في العديد من الكتب البوذية المقدسة. شاهد مهرجان Ubon Ratchathani Candle للحصول على مثال لمهرجان بوذي يستخدم الشموع على نطاق واسع.

### النصرانية
في المسيحية ، تُستخدم الشمعة بشكل شائع في العبادة للزينة والأجواء ، ورمزًا يمثل نور الله أو ، على وجه التحديد ، نور المسيح. غالبًا ما يتم وضع شمعة المذبح على المذبح ، عادةً في أزواج. تُحمل الشموع أيضًا في المواكب ، خاصةً على جانبي صليب الموكب. يمكن أن تضاء شمعة نذرية أو مستدقة كمرافقة للصلاة. يضيء المصلين الشموع أمام أيقونات في الكنائس الأرثوذكسية الشرقية والأرثوذكسية الشرقية والكاثوليكية الشرقية وغيرها. يُشار إلى هذا باسم «تقديم شمعة»، لأن الشمعة هي رمز لتقديم المصلي نفسه أو نفسها إلى الله (وعائدات بيع الشمعة هي عروض يقدمها المؤمنون لمساعدة الكنيسة)بين الأرثوذكس الشرقيين ، هناك أوقات يقف فيها المصلين بأكمله وهم يحملون تناقصًا تدريجيًا ، كما هو الحال أثناء قراءة أناجيل Matins يوم الجمعة العظيمة ، والرثاء يوم السبت المقدس ، والجنازات ، والطقوس التذكارية ، وما إلى ذلك. هناك أيضًا شموع خاصة يستخدمه رجال الدين الأرثوذكس. سيبارك الأسقف باستخدام وشمعدان يحمل شمعتان وثلاثة ، على التوالي في عيد الفصح ، يحمل الكاهن ثلاثيًا خاصًا لعيد الفصح ، والشماس يحمل شمعة عيد الفصح. سيبارك الكاهن أيضًا المؤمنين بشمعة واحدة خلال ليتورجيا الهدايا قبل التقديس يُحتفل بها فقط خلال الصوم الكبيرفي الكنيسة الرومانية الكاثوليكية ، يجب صنع شمعة طقسية من شمع العسل بنسبة 51٪ على الأقل ، والباقي قد يكون بارافين أو مادة أخرى في الكنيسة الأرثوذكسية ، يجب أن تكون التناقص التدريجي المقدم 100٪ من شمع العسل ، ما لم يجعل الفقر ذلك مستحيلاً. يمكن حفظ جذوع الشموع المحترقة وصهرها لصنع شموع جديدة.
في بعض الكنائس الغربية ، توجد شمعة خاصة تُعرف بشمعة الفصح ، تمثل المسيح القائم من بين الأموات وتضاء فقط في عيد الفصح والجنازات والمعمودية. في الكنيسة الأرثوذكسية الشرقية ، خلال الأسبوع المشرق (أسبوع عيد الفصح) يحمل الكاهن ثلاثيًا خاصًا لعيد الفصح (شمعدان ثلاثي) ويحمل الشماس شمعة كبيرة خلال جميع الخدمات التي يقدمونها. في السويد (والدول الاسكندنافية الأخرى)، يتم الاحتفال بيوم سانت لوسيا في 13 ديسمبر بتتويج فتاة صغيرة بإكليل من الشموع. في العديد من الكنائس الغربية ، تُستخدم مجموعة من الشموع المرتبة في حلقة ، تُعرف باسم إكليل عيد الميلاد ، في خدمات الكنيسة في أيام الأحد التي تسبق عيد الميلاد. في المنازل في بعض دول أوروبا الغربية ، يتم حرق شمعة واحدة تحمل أيام ديسمبر تدريجيًا ، يومًا بعد يوم ، للاحتفال بمرور أيام المجيء ؛ هذا يسمى شمعة مجيء.

### اليهودية
في اليهودية ، يضيء زوج من شموع السبت مساء يوم الجمعة قبل بدء احتفال السبت الأسبوعي. في ليلة السبت ، تضاء شمعة خاصة بها عدة فتائل وعادة ما تكون مضفرة لطقوس هافدالة بمناسبة نهاية يوم السبت وبداية الأسبوع الجديد.
يتم الاحتفال بعطلة هانوكا التي تدوم ثمانية أيام ، والمعروفة أيضًا باسم عيد الأنوار ، بإضاءة هانوكيه خاصة كل ليلة للاحتفال بإعادة تكريس الهيكل في القدس. تضاء شمعة تذكارية في يوم القيامة ، أو ذكرى وفاة أحد أفراد أسرته وفقًا للتقويم العبري. تحترق الشمعة لمدة 24 ساعة. كما تضاء شمعة تذكارية في يوم هاشوا ، يوم ذكرى كل من قضوا في الهولوكوست تضاء شمعة تذكارية لمدة سبعة أيام بعد جنازة الزوج أو الوالد أو الأخ أو الطفل.
تُضاء الشموع أيضًا قبل بداية الأعياد الثلاثة (عيد العرش، وعيد الفصح ، وشافوت) وعشية يوم كيبور ، وروش هاشانا تُستخدم الشمعة أيضًا في الليلة السابقة لعيد الفصح في بحث رمزي عن شاميتز ، أو خبز مخمر ، لا يؤكل في عيد الفصح

### كوانزا
تُستخدم الشمعة أيضًا في احتفالات كوانزا وهي عطلة أمريكية من أصل أفريقي تمتد من 26 ديسمبر إلى 1 يناير وتستخدم الكينارا لعقد الشموع في هذه الاحتفالات. يحمل سبع شموع. ثلاث شموع حمراء لتمثيل نضالات الأمريكيين من أصل أفريقي ، شمعة سوداء واحدة لتمثيل الأمريكيين من أصل أفريقي وثلاث شموع خضراء لتمثيل آمال الأمريكيين من أصل أفريقي

### الإنسانية
بالنسبة لبعض الإنسانيين ، تُستخدم الشمعة كرمز لضوء العقل أو العقلانية. غالبًا ما يتميز مهرجان Humanist of HumanLight بحفل إضاءة الشموع

### الشيطانية
خلال الطقوس الشيطانية ، الشموع السوداء هي مصدر الضوء الوحيد ، باستثناء شمعة بيضاء واحدة على المذبح. تستخدم الإضاءة الخافتة لخلق جو من الغموض ولون الشموع معنى رمزي

### التوحيد العالمي
أحد العناصر المشتركة للعبادة في العديد من الكنائس والزمالات التوحيدية العالمية هو إضاءة شموع الفرح والقلق هنا قد يصعد أعضاء المصلين إلى المذبح أو المذبح ، ويضيئون شمعة نذرية أو شمعة أخرى ويشاركون المجتمع في القلق الشخصي أو الفرح يدمج التوحيد العالمي أيضًا احتفالات إضاءة الشموع من التقاليد الروحية الأخرى والتي يستلهمون منها الكأس المشتعلة هي أكثر رموز التوحيد والتوحيد استخدامًا وهي ، في الواقع عادةً شمعة وليست كأسًا فعليًا لحرق النفط

### ويكا
في الويكا والأشكال ذات الصلة من الوثنية ، تُستخدم الشمعة كثيرًا على المذبح لتمثيل حضور الله والإلهة وفي الزوايا الأربع لدائرة الطقوس لتمثيل وجود العناصر الكلاسيكية الأربعة: النار الأرض ، الهواء ، والماء. عند استخدامها بهذه الطريقة ، فإن إضاءة وإطفاء الشمعة تشير إلى افتتاح الطقوس واختتامها تُستخدم الشمعة أيضًا بشكل متكرر لأغراض التأمل السحري. شموع المذبح عبارة عن شموع طويلة سميكة أو تناقص التدريجي الطويل والتي تتوفر بألوان عديدة. في الويكا ، تأتي الشموع المستخدمة بألوان مختلفة ، اعتمادًا على طبيعة الطقس أو العادة في متناول اليد. قد يستخدم بعض أتباع الويكا شموعًا حمراء وخضراء وزرقاء وصفراء وبيضاء أو أرجوانية لتمثيل العناصريُعرف استخدام الشموع في السحر بناءً على معتقدات الويكا باسم «السحر الودي» حيث يُعتقد أن الشمعة تمثل النتيجة التي يريدها الشخص. إنه شكل من أشكال الممارسة السحرية «مثل يجذب مثل». على سبيل المثال ، إذا كان الشخص يبحث عن وظيفة أو يحتاج إلى دخل إضافي ، فسيتم استخدام شمعة خضراء (لون الدولار الأمريكي). بالنسبة للرومانسية ، سيتم استخدام شمعة حمراء (اللون الأحمر هو لون عالمي للحب والقلوب). هناك اعتقاد إضافي بأن الدخان المنبعث من الشموع سيأخذ طلبات الصلاة أو الرغبات أو الرغبات إلى الآلهة.

### رقص شرقي
في الرقص الشرقي تستخدم الشموع كعنصر مكمل في بعض أنماط الرقص. يمكن وضع الشموع إما على يد الراقصة أو فوق رأسها حسب ما تتطلبه الكوريغرافيا